# Banovina del Vrbas
La Banovina del Vrbas o el Banato de Vrbas (en serbocroata: Врбаска бановина; Vrbaska banovina), era una de las banovinas del Reino de Yugoslavia entre los años 1929 y 1941. Recibió su nombre por el río Vrbas y consistía principalmente de territorio en el oeste de Bosnia (parte histórica de la actual Bosnia y Herzegovina) con su capital en Banja Luka. El distrito de Dvor en la actual Croacia también formó parte de la Banovina.

## Historia

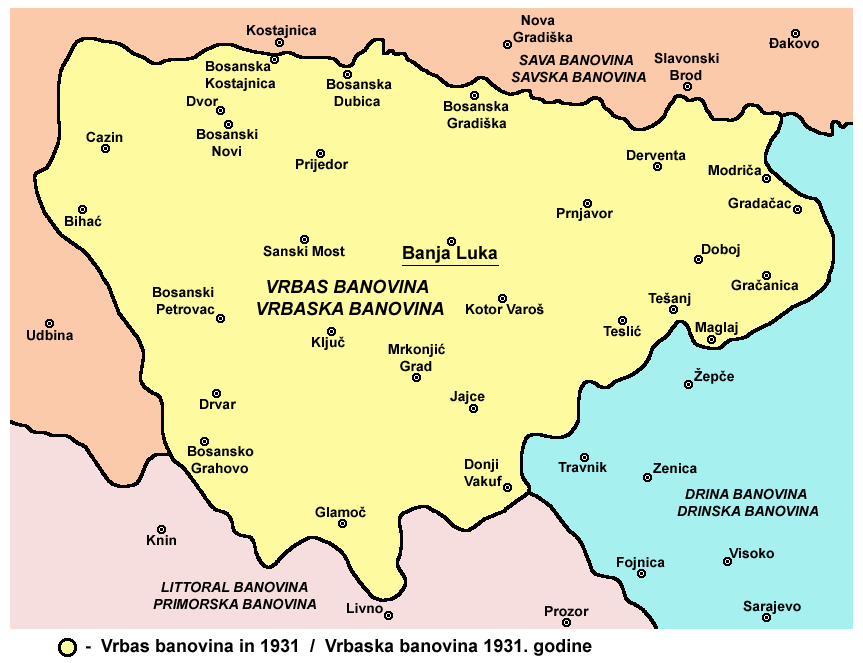
Banovina del Vrbas en 1931.

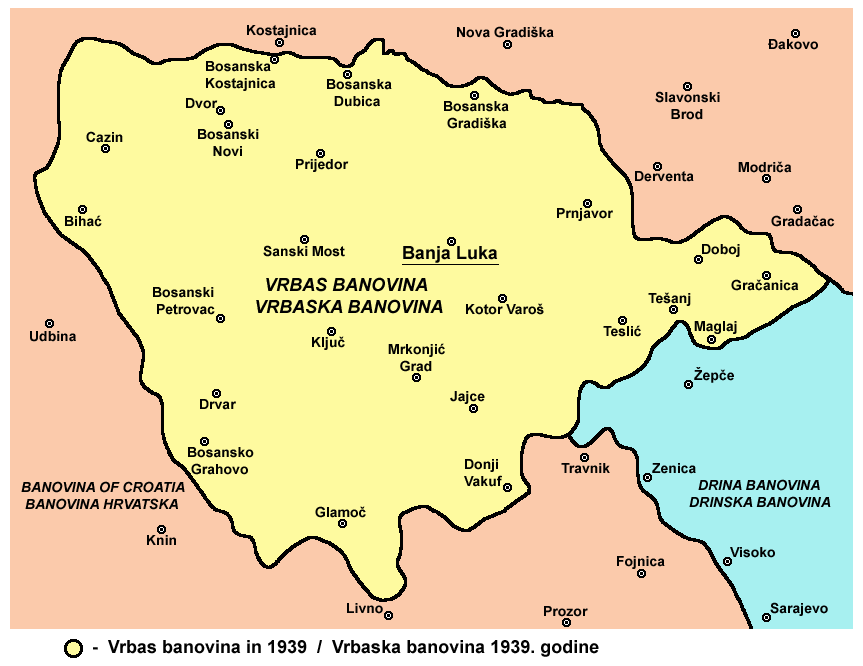
Banovina del Vrbas en 1939.

En 1939, una pequeña porción de Vrbas con mayoría croata (Derventa y Gradačac) en el noreste se separó y formó parte de la recién formada Banovina de Croacia.
En 1941, los Poderes del Eje de la Segunda Guerra Mundial ocuparon Vrbas y la provincia fue abolida y unida al Estado Independiente de Croacia. Después de la Segunda Guerra Mundial, la mayor parte de la región se convirtió en parte de la República Socialista de Bosnia y Herzegovina dentro de la Yugoslavia socialista. El distrito de Dvor se convirtió en parte de la República Socialista de Croacia.
Desde 1992, el área de la antigua provincia fue dividido entre la República Srpska y la Federación de Bosnia y Herzegovina dentro de la ya independiente República de Bosnia y Herzegovina.

## Población
La población de la Banovina del Vrbas en 1931 era de 1,037,382. La mayoría de los numerosos grupos religiosos eran cristianos ortodoxos con 600.529 (58%), luego musulmanes con 250.265 (24%), y finalmente católicos con 172.787 (17%).

## Fronteras
De acuerdo a la constitución del Reino de Yugoslavia de 1931: 

La banovina del Vrbas está delimitado, desde el límite nororiental del distrito de Dvor (al suroeste de Kostajnica) por el río Una hasta el punto donde desemboca en el Sava; luego sigue el curso del Sava, que parte para seguir los límites orientales de los distritos de Derventa y Gracanica, hasta el río Bosna en el pueblo de Dolac. Luego continúa a lo largo del límite sudoeste del distrito de Maglaj hasta la intersección de los límites de los tres distritos de Tešanj, Maglaj y Žepče. Desde este punto, el límite de Vrbas sigue el límite norte de los distritos de Žepče, Zenica y Travnik, hasta el monte Vlasić (Ljuta Greda hill 1740); Desde allí pasa por la colina 1446, siguiendo la pendiente oriental de la colina Lesina (1433), colina 1057, la Jelić (colina 1192), colina 1018, colina 1139, la colina Obrenovac (1167), y luego a través del Radanja Planina, (colina 1366) y el Igrališta, (colina 1085), y hasta el Rakovec (colina 1217). Desde este punto el límite pasa los pueblos de Podripci y Sultanović, y luego pasa entre los pueblos de Gmići y Guvno hasta el Osoj (colina 888); que continúa a lo largo de la cresta, siguiendo el Šuljaga (colina 1533), el Demirovac (colina 1724), y la Crni Vrh (colina 1403), a la Mali Vitorog (colina 1748). Desde Mali Vitorog, la frontera sigue el límite oriental y luego el sudoeste del distrito de Glamoč hasta el pie de la colina 1156, en el monte Staretina; desde allí, el límite corta la parte occidental de la llanura de Livno, hasta el Troglav (colina 1913) en el límite sudoeste del distrito de Livno, y sigue esta línea hasta el Veliki Bat (colina 1851). Desde este punto, el límite continúa siguiendo los límites sur y oeste del distrito de Bosanski Petrovac hasta la intersección de los límites de los tres distritos de Donji Lapac, Knin y Bosanski Petrovac. Desde este punto hasta el límite nororiental del distrito de Dvor (al suroeste de Kostajnica), el límite coincide con el límite ... de la Banovina del Sava.